# James R. Flynn
James Robert Flynn, även känd som Jim Flynn, född 28 april 1934 i Chicago, USA, död 11 december 2020 i Dunedin, Nya Zeeland, var en nyzeeländsk omvärldsanalytiker av amerikanskt ursprung och tillika professor emeritus  i statskunskap vid University of Otago i Dunedin, Nya Zeeland. 

## Biografi
Flynn studerade intelligens och blevvälkänd för sin upptäckt av Flynneffekten, den kontinuerliga ökningen av IQ-resultat i hela världen. Han var även filosofie doktor i Royal Society of New Zealand.
Flynn vill definiera intelligens på ett så generellt sätt att det åtminstone är oberoende av kultur, och understryker att de tänkesätt som krävs för att hantera problem med överlevnad i en öken säkerligen skiljer sig mycket från vad som krävs för att överleva i ett modernt västligt samhälle, men att båda otvivelaktigt kräver intelligens.
Flynn skrev sju böcker. Hans forskning kretsar kring humana ideal och ideologisk debatt, klassiker inom politisk filosofi samt ras, klass och IQ.
Hans böcker kombinerar politisk och moralisk filosofi med psykologi för att närma sig problem såsom justifikationen av humana ideal och huruvida det är rimligt att rangordna raser och klasser på meritbasis. Han var medlem av redaktionsrådet på tidskriften Intelligence..
Flynn var en aktiv vänsterpolitiker och en av grundarna av både NewLabour Party och Alliance (två vänsterpartier som bröt sig ur socialdemokraterna men inte tog sig in i parlamentet). Han var också utrikespolitisk rådgivare till Labours premiärminister Norman Kirk. Han ställde upp i valet till parlamentet vid flera tillfällen, senast 2005 som en Alliance-kandidat. Från 2008 är han Alliance talesman på finans- och skatteområdet.

## Partiell bibliografi
- Race, IQ and Jensen London and Boston: Routledge & Kegan Paul, 1980. ISBN 0710006519
- Humanism and Ideology: an Aristotelian View  London and Boston: Routledge and Kegan Paul, 1973. ISBN 0710074425
- Asian Americans : Achievement Beyond IQ  Hillsdale, N.J.: L. Erlbaum Associates, 1991. ISBN 0805811109
- How to defend humane ideals: substitutes for objectivity Lincoln, Neb.: University of Nebraska Press, 2000. ISBN 0803219946
- What is intelligence? : beyond the Flynn effect Cambridge, UK ; New York: Cambridge University Press, 2007. ISBN 9780521880077
- Where Have All the Liberals Gone?: Race, Class, and Ideals in America Cambridge, UK ; New York: Cambridge University Press, 2008. ISBN 9780521494311
- The Torchlight List: Around the World in 200 Books New Zealand: Awa Press, 2010. ISBN 9780958291699